# Протекшон (Канзас)
Протекшон (енгл. Protection) град је у америчкој савезној држави Канзас.

## Демографија
По попису из 2010. године број становника је 514, што је 44 (-7,9%) становника мање него 2000. године.
| Група             | 2000.       | 2010.       |
| Белци             | 536 (96,1%) | 479 (93,2%) |
| Афроамериканци    | 0 (0,0%)    | 0 (0,0%)    |
| Азијати           | 1 (0,2%)    | 3 (0,6%)    |
| Хиспаноамериканци | 15 (2,7%)   | 26 (5,1%)   |
| Укупно            | 558         | 514         |